# Kudadhoo (Baa-atol)
Kudadhoo is een van de onbewoonde eilanden van het Baa-atol behorende tot de Maldiven.